# Династички сукоби у Византији (1341—1347)
Династички сукоби у Византији (1341—1347) били су унутрашњи династички сукоби између је чланова владарских династија Палеолога и Кантакузина. Сукоби су избили 1341. године, након смрти цара Андроника III Палеолога, када се против његовог малолетног сина и наследника Јована V Палеолога побунио великаш Јован Кантакузин, који се прогласио за цара. Сукоби су окончани 1347. године, уласком Кантакузина у Цариград и успостављањем савладарства. У сукобу су активну улогу одиграли и разни страни чиниоци (Млечани, Ђеновљани, Срби, Турци), што је довело до знатног слабљења Византије.

## Кантакузин се проглашава за цара
Цар Андроник III, који је показивао активност јаче енергије и који је српском краљу Душану могао задати доста бриге и спремити много препона, умре још млад 15. јуна 1341, од болести коју је задобио војујући по Епиру. С њим леже у гроб последња нада Византије. Династички рат, који је избио након његове смрти, истрошише и оно мало снаге што беше остало и довели су земљу буквално до руба пропасти. Андроников син и наследник Јован био је још малолетан. Стога му као савладара поставише очева пријатеља и прослављеног војсковођу Јована Кантакузена. Али, против Кантакузена, који је био својевољан и показивао склоности да не само одржи у својој руци сву власт до царева пунолетства, него да је обезбеди за себе и за своју породицу и после тога, диже се царица мајка, Ана, пореклом Талијанка, и сама врло амбициозна и веома лична. Борба између њене и Кантакузенове странке изби брзо и узе домало опак облик.
Глас о смрти Андрониковој пренуо је Душана. Већ ради Хрељина одметништва он се био одлучио да крене на југ, а сад, ненадано, стиже пред Солун. Уплашено намесништво у Цариграду пожури да ублажи краља, бојећи се тежих заплета. Јер против Византије диже се у исти мах и бугарски цар Јован Александар, тражећи да му се изда његов противник Шишман, син бившег цара Михајла Шишмана. Буне избише и у Епиру и у Албанији; а на трачким обалама појавише се турске гусарске лађе пленећи и пустошећи. У тој тако тешкој ситуацији, личне борбе у Царевини, место да се стишају, плануше још јаче. Кантакузена прогласише за издајника, свргоше га с власти, узеше му имања и све части и на крају му чак и дворе похараше. Свестан своје вредности, пркосан, жудан власти, а имајући уза се један део војске и великаша, Кантакузен се сам прогласи за цара (26. октобра 1341) и утврди се у Димотици.

## Јован Кантакузин у савезу са Душаном
Не могући да освоји Адријанопољ, Кантакузен се беше почетком 1342. год. упутио према Солуну, да узме тај други по важности град Царевине, иако је знао да се ту, можда, може сукобити не само с Душановим аспирацијама, него и четама. Али ни један ни други нису имали среће. Душан је био потиснут од Водена, а Кантакузен од Солуна. Кантакузен, шта више, беше стратешким операцијама грчке војске присиљен да се повуче на север и пређе Србима. Са два своја сина, Матијом и Манојлом, и са 2.000 војника дошао је он у Просек и ту се предао српском заповеднику града. Из Просека би упућен у Велес, на подручје његова познаника и пријатеља Војводе Оливера. Кад је Душан, који се баш налазио на путу у походе свом шураку у Бугарску, добио вест о том, поздравио је одмах важног пребега и позвао га на свој двор. Јула 1342. год. примили су Душан и краљица Јелена на свом двору, у Приштини, самозваног византијског цара са много пажње. Лепо дочекан, Кантакузен је остао на српском двору скоро годину дана. Склопио је са Душаном и савез за бољи рад. Цена тог савеза и српске помоћи Кантакузену да се дочепа власти у Византији имала је бити та, да Грци уступе Србима све градове западно од Кавале, у којима би се већина становништва изјаснила за српску власт. Зло династичког рата давало је наде на Душанову двору, да би та као нека врста плебисцита могла испасти у корист Срба. Обрт политичке среће показивао се већ у понашању појединих људи. Ћесар Хреља, краљев одметник, нашао је за мудро да се опет поврати свом господару и да му као добитак преда још и град Мелник савладавши у њему посаду састављену од Кантакузенових људи. Али, треба нарочито нагласити, да савез између Кантакузена и Душана није био нимало искрен, од самог почетка. Кантакузен је добро знао, да ће Срби тражити наплату за своју помоћ и да та наплата може бити само на рачун грчког подручја. Што српско учешће буде веће, биће природно, већи и њихов рачун. Али њему је било стало до тога, да српском помоћу добије власт и сломи противнике; после ће, кад се учврсти, он гледати да врати све на што је морао пристати у тесном положају. Већ и при преговорима у Србији било је доста тешкоћа; и мада зависан од Душана, Кантакузен се дуго бранио да прихвати услове који су му постављани. За Кантакузена се много заузимала краљица Јелена. Да се нађе решење био је чак сазван и сабор од 24 српска великаша, на коме је главну реч водила краљица. Њеном утицају и потпори великог војводе Оливера успело је, да нађу то посредно решење, које је остављало отворена врата на обе стране. Кантакузен се могао тешити, да тим решењем Србима стварно није још ништа дао; преговори и расправе око начина провођења могу трајати месецима, а дотле може избити стицајем прилика или случајем и неки по њ и Грке срећнији излаз из целе ситуације. Душан је опет добро видео, да му ова криза у Византији може добро послужити да прошири Србију, и кад већ једна страна тражи његову помоћ он је гледао да је и добро наплати. Понуђено Кантакузеново решење није му било много по вољи, али га је, под утицајем краљице и њених једномишљеника, примио, рачунајући с тим да ипак све обрне у своју корист.
У јесен 1342. год. почела је савезничка акција против Сера. На челу војске беше сам Кантакузен и српске војводе Оливер и Вратко. Поход је, изгледа, био схваћен мало олако. Српски војници са уживањем су пили младо вино, коме нису били много вични, и због тога су се у великом броју поболели од срдобоље; на 1.500 људи платило је главом без иједног непријатељског ударца.
Кантакузенови људи осуђивали су то непажење на чување своје снаге и кад се, због осетних губитака, војска морала враћати не свршивши ништа, један добар део Грка остави савезнике и пође својим послом. Душан је међутим, помоћу мита, добио Воден. Тај успех ојачао је Кантакузенову странку на западу и југу Балкана и још те јесени, помоћу свог нећака Јована Анђела, који је тамо био намесник, Кантакузен осигура Тесалију за себе.
У Цариграду су за то време радили свима средствима, да разбију савез између Душана и Кантакузена. Деловали су чак и преко бугарског цара Александра, свог пријатеља а Душановог шурака. Душану је странка царице Ане нудила одмах све, што му је имао да обезбеди савез са Кантакузеном, то јест читаво подручје западно од Кавале и Филипија сем Солуна, — само ако им изда, убије или бар засужњи противника. Веран датој речи Душан је одбио два грчка посланства и на пролеће 1343. год. поново је, заједно с Кантакузеном, предузео ратни поход. Једно време водио је војску сам Душан. Како је крајем 1342. год у децембру умро превртљиви ћесар Хреља, кога су вероватно прилике и Душаново незадовољство с њим нагнали да оде у Филски Манастир, где је постао монах Харитон и где је и сахрањен, то је краљ подвргао себи његову важну пограничну област. После тога је нарочиту пажњу обратио Албанији, у којој је од лањске године његова војска с успехом деловала, тако да је у јуну 1343. год. Кроја, као главни град средње Албаније била већ у Душановим рукама. Он је тад потврдио граду све раније повластице. Кантакузен је ратовао и опет под Сером, који се упорно бранио. Да покажу своју тврду одлуку истрајности у борби, они су Кантакузенова посланика, који је дошао да преговара о предаји, не само убили него чак и рашчеречили и његове комаде тела извесили на градске зидине, да буду опомена и спољашњем и унутрашњем непријатељу. Кантакузен није имао начина да их савлада и казни. Постоји и чињеница, да се српски војници под њим нису борили са вољом и да су му у два-три маха отказивали послушност. То и неуспеси под Сером учинише, да се Кантакузен поче осећати нелагодно међу Србима. Јавила се сумња. Она се појавила нарочито од онда, кад је Кантакузен преваром добио Бер, на који је већ раније Душан био ставио руку. Сигурно је сем тога знао и за поруке из Цариграда, а у сумњи га је појачао нарочито долазак млетачког посланика Марина Венијера (у лето 1343) од кога се бојао да ће, по жељама и молбама из Цариграда, утицати на Душана, да се дотадашњи савез раскине. Вероватно се у Србији била мало охладила и она странка, која је раније радила за њ. За Душана је већ чуо, да га је заузимање Бера, у ком се Кантакузен настанио, довело у велику јарост. Због свега тога Кантакузен се реши да напусти Србе и потражи срећу на другој страни. Упутио се против Солуна. На краљев позив, да дође на нове преговоре, није се хтео одазвати. То онда изазва Душана, који је то можда једва дочекао, да пође на њ. У исто време стизала је и цариградска флота у помоћ Солуну. Да не би дошао међу два непријатеља, Кантакузен се брзо повукао у Бер. Природна је ствар, да је после тога дошло лако до споразума између Душана и царице Ане. Да би споразум постао чвршћи би, крајем августа, верен мали шестогодишњи краљевић Урош са сестром младог цара Јована Палеолога.

## Побуна Зилота
Верске и друштвене опречности погоршавале су беду изазвану унутрашњим раздорима. Око половине 14. века дах социјалне буне осетио се над монархијом: нижи сталежи устајали су на оружје против племства по рођењу или по богатству и пуних седам година (1342—1349) Солун, други град у царству, био је услед врења међу Зилотима ("ревносни", простонародна националистичка странка) испуњен немирима, ужасом и крвљу. Македонски град постаде права независна република чија је бурна историја једна од најзанимљивијих епизода из живота грчког царства у 14. веку, и Јован Кантакузин није без муке повратио мир и ред у граду који се био окренуо против њега.
Верске борбе, настале нарочито услед вековног непријатељства између Грка и Латина, још су више увећавале неред. Михаило VIII сматрао је политички мудрим да се приближи Риму и да успостави црквену унију; он је тиме изазвао тако озбиљно незадовољство да је прва брига његовог наследника Андроника I била да се измири са православним свештенством отказујући уговор склопљен са папством. Непријатељство између Латина и Грка због овога је још више нарасло, а такође и опречности у самој монархији између присталица и противника уније. Жестока препирка одржавала је ово врење, а наклоности према латинским схватањима неосетно преображавала у право издајство према отаџбини. У оваквим приликама најнезнатнија околност распаљивала је отпор византијског национализма против Запада. То је био дубоки разлог распре, по изгледу чисто боословске, која је названа исихастичким спором и која је пуних десет година (1341—1351) узнемиравала и разједињавала царство. У овом спору, чији је зачетак, по изгледу, био у чудним сањаријама неколицине калуђера са Атоса, оно што се у ствари противстављало једно другом били су грчки дух и латински дух, источни мистицизам, који су представљали исихасти (молчалници, ћуталице) и њихов бранилац Григорије Палама, и латински рационализам, чији су поборници били Варлаам и Акиндин, васпитани у назорима Св. Томе Аквинског и вични сколастичкој дијалектици; и због тога је борба убрзо добила политичку боју, Кантакузин опредељујући се за Атос а Ана Савојска за Варлаама.

## Јован Кантакузин у савезу са Турцима
Гоњен од Византије и напуштен од Душана, Кантакузен се беше нашао у врло тешком положају. Његова одлука створена је, међутим, брзо. Једини активни непријатељ цариградских господара беху у тај мах Турци. Против њих тражила је Византија баш ове, 1343. године, помоћ млетачке флоте. Кантакузен, који је и од раније имао веза с њима, затражи турску заштиту. Омар, ајдински емир, један између најмоћнијих у Малој Азији, брзо се одазва вапају угроженог, као што је годину пре спасавао у Димотици и жену Кантакузенову од Бугара. Турци с Омаром и са својом великом флотом чамаца избише ненадано на ушће Вардара. С Кантакузеном заједно покушаше узалуд нови напад на Солун. Али уједињена хришћанска флота Млечића, родских витезова и кипарског краља, које је окупио и бодрио сам папа, уништи код Халкидике турске лађе. Турци, одсечени од своје базе, нађоше се на муци. Краљ Душан, који је за то време освајао по Албанији и Македонији и био, у тај мах, близу Зихне, посла против тих Турака, којих је било око 3.000 људи, свога војводу Прељуба, са тешком коњицом. Код Стефанијане, између Солуна и Сера, дође до сукоба. Ту Турци вешто преварише Србе. Повучени на један брежуљак, пун грмља, они су сачекали да српски коњаници одседну с коња и да се с напором, у тешким оклопима, стану пети уз брдо. Онда су они, за тили час, слетели низ брдо, на другу страну, дочепали се српских коња, побили нешто људи и одјурили у Тракију, где се налазио Кантакузен (1344. год.). У Тракији је Кантакузен и без њих имао успеха, а сад је постао озбиљна опасност. Из Цариграда су звали у помоћ и Србе и Бугаре. За време тих борби у Тракији чешће се помиње неки војвода Момчило. То је један од оних на Балкану доста обичних епских авантуриста, који је као четник служио и Србима и Грцима, делујући у главном у Радопи и по јужној Македонији. Год. 1344. оставио је Душана и прешао Кантакузену. Његова чета била је у ствари права, и то врло озбиљна, војска и имала је на 5.000 пешака и на 300 коњаника. Кантакузен га одликује чином севастократора, а царица Ана чином деспота, само да би га придобила на своју страну и везала чвршће. Али он није веран ником. Напустио је доскора и Кантакузена и прогласио се као потпуно самосталан. Самовољан је био несумњиво увек. Оставивши Кантакузена напао је одмах његове турске савезнике, па и њега сама. Али то му беше пред главу. Озлојеђени Турци, заједно с Кантакузеном, нападоше га непоштедно. Момчило је тражио склоништа у тврдом приморском граду Перитеориону, али га грчки становници нису хтели примити, и он је, недовољно спреман, морао да уђе у борбу на пољу. Засути турским стрелама попадали су он и његови другови после храбре одбране (1345. год.). Епска песма српска пренела је тог родопског војводу у херцеговачки Пирлитор и дала о њему и његовом крилатом Јабучилу једну од најлепших својих творевина.
Док се Кантакузен бавио на истоку, где је покорио Тракију, заузимао је Душан полагано западне делове Балканског полуострва и јужну Македонију. У јесен 1345. год. беху у његовим рукама Берат, Валона и Канина у Албанији, и Костур, Драма, Филипи, и Хризопољ у Македонији. Узео је и Бер, Кантакузенову базу у том крају. Кавала, односно тад звани Крстопољ, постаде крајња тачка византијске западне границе. Неосвојив за Србе остаде бедемима добро опасани и упорно брањени Солун, за којим је Душан жудио целог живота. Успеси које је краљ постигао од 1331—1345. беху доиста велики. На Балкану Душан није имао такмаца. Физички већи од свих људи он је то био и као владар балканског подручја. Према Србији све су друге државе ишле у други и трећи ред. Бугарска се привијала уза њ, Византија се хватала за његов скут. Босна га се бојала. Душан осећа своју снагу и превласт Србије. Освојивши и значајни Серез, најважнији град између Цариграда и Солуна, краљ 15. октобра 1345. пише Млетачкој републици са пуно поноса, да је постао "господар готово целог Царства Ромејског."

## Србија постаје царевина
Видећи своје успехе и немоћ Византије Душан долази на смелу и велику замисао. Он жели да постане господар Цариграда и да на рушевинама иструлеле Византије подигне моћно царство једног млада народа, пуна полета и стварне снаге. Посед Цариграда стари је сан свих словенских држава које су се стварале око Византије, на Балкану и Црном мору. За њим су тежили Симеонови Бугари, Душанови Срби и после Руси кроз готово цео 18. и 19. век. У старом Серу, далеко на југоистоку Македоније, Душан ствара одлуку да прогласи Српско царство. Већ јануара 1346. полази његово посланство у Млетке, да пријатељску републику обавести о његовој намери и да јој понуди савез за освајање остатака европске Византије. Тај савез с Млецима Душану је био потребан највише због флоте коју сам није имао, а без које је било немогуће потпуно опсести и савладати Цариград. Само с копнене стране није га дотле могао нико освојити. Али Млеци нису пристајали на ту понуду; једно стога, што су у то време ратовали с Мађарима ради Далмације, а друго, што им није ишло у рачун, да се слаба влада Византије, која им је често из нужде, давала многе олакшице замени владом једне јаке а младе и усред тога можда осионе државе.
За свечани чин царева крунисања, које је имало да видно, за све векове, обележи врхунац моћи Српске Државе, сјајни успех генерацијама с планом прибиране и развијане народне енергије, чињене су велике припреме. Уз цара је требало да постоји и патријарх, који ће извршити крунисање; уз царство и иначе треба да буде патријаршија, највећа црквена уз највећу световну власт. За крунисање није се могло ни мислити на цариградског патријарха; а на бугарског за такав чин у српској држави није се хтело мислити. За патријарха српског Душан даде прогласити архиепископа Јањићија, свог доброг сарадника, који је раније био логотет. Пристанак за проглашење српске патријаршије дали су само од Душана у пола или сасвим зависни црквени поглавари, бугарски патријарх и автокефални охридски архиепископ. Проглас, према том, није био строго канонски, него више израз самовоље и сопствене снаге. Ради тога и ради политичког карактера читава акта бацила је цариградска патријаршија проклетство на ову српску црквену тековину и прекинула с њом везе.
На крунисање Душаново, које се имало извршити у Скопљу, скупила се сва господа српска, световна и црквена. Поред српског патријарха нашао се ту и бугарски, а беше много епископа и црноризаца, нарочито из Свете Горе. Дубровачка република послала је нарочито изасланство с богатим поклонима. На Васкрс, 16. априла 1346. године, крунисан је Душан за цара, а његов син, деветогодишњи Урош за краља. Србија је постала Царевина, с пуном амбицијом да замени у пола сломљену Византију. То казује и нова титула Душанова, која га означава као Цара Србљем и Грком — βαδιλευζ και αυτοκρτρωα Σερβιαζ και Ρωμανιαζ, и његова изрека, да му је Богородица помогла да "краљује великим и славним градовима грчким и да буде наставник великим и светим царевима грчким". С том амбицијом Србија је узела на се и извесне традиције, установе и ликове цариградске империје, који су сматрани као атрибут и наслеђе царског достојанства, иако су имали у понечем чист византијски карактер, који је извесним делом био и производ њихове културе. Рим је, речено је једном лепо, био град, који је створио једно царство; а цело једно царство стварало је Цариград. У њему је због тога гледан идеал царства, царски град по превисходству. Грци су га сами звали само Град и Константинов град, а у Словена је он добио име Цěсарь градь и Цариградь. Стога су традиције тог града, врло поносна на свој престонички положај, биле примане од свих суседа са несумњивим респектом, и стога су и некад Симеон бугарски, као сад Душан српски, иако политички противници Византије, прихватали са жудњом њен царски нимбус.

## Кантакузинова победа
На глас да се Душан дао крунисати за цара пожурио се Кантакузен, да се крунише и он. Пет недеља после свечаности у Скопљу крунисао је јерусалимски патријарх (цариградски, очевидно, није хтео) Кантакузена у Адријанопољу за цара (21. маја 1346). Неуморан и непопустљив, он тражи савезнике на све стране. Кад је његов дотадашњи савезник Омар погинуо у једној борби код Смирне, Кантакузен се обратио силном Орхану, вођи Османлија. Да га чвршће веже за себе он му је дао за жену своју кћер, жртвујући по дотадашњем византинском обичају, за своје политичке циљеве рођену децу. Помаган од Турака, он поправља свој положај; а кад у Цариграду погибе његов главни противник, Алексије Апокавк, окренуло се и јавно мишљење у његову корист. Свет је био сит рата и његових све тежих последица, а плашиле су га и амбиције нове српске царевине. Кантакузенова странка веровала је у способности свог шефа и хтела је, да му, уз компромис са законитим царем, обезбеди власт и утицај у држави. 3. фебруара 1347. отворише му стога они капије престонице. Кантакузен би крунисан поново за цара и дата му власт да десет година царује сам у име младог цара, који ће постати његов зет, а да после тога царују заједно. То измирење није поправило положај Византије. Изнурена земља беше клонула и изгубила веру у себе; према Душановој Србији она је представљала, како тачно каже К. Гелцер, силу трећег реда.
Као заповедник области према српској граници, од Дидимотике до Кавале би постављен Кантакузенов син Матија. Он је, као царев син, имао да ободри Грке под српском влашћу и да им да наде на скоро ослобођење. Доиста, чим је учврстио свој положај у Цариграду, Кантакузен шаље посланство Душану, у ком му захваљује за учињене услуге и тражи повраћај узетих градова. Душан је то одбио и дао тим прилику цариградској влади да покуша нову ратну срећу. Помаган од Орханових Турака, којима је један од вођа био и Орханов син Мурат, доцније цар, Матија нападе Србе на источној граници, око Кавале. У тим борбама грчко становништво страдало је више од Турака, жељних плена, који нису много разбирали коме шта припада, него од самих Срба. Сам поход грчки, због таквог понашања Турака, не донесе за савезнике никакав успех.

## Хронологија рата
- 1341. — Устанак Јована Кантакузина.
- 1342—1349. — Устанак Зилота у Солуну.
- 1345. — Стефан Душан покорава Македонију.
- 1346. — Крунисање Стефана Душана за цара у Скопљу.
- 1347. — Кантакузин улази у Цариград.